# Letov Š-12
De Letov Š-12 is een Tsjechoslowaaks eenzits hoogdekker jachtvliegtuig gebouwd door Letov. De Š-12 is ontworpen door ingenieur Alois Šmolík en is gebaseerd op de Š-3. Het toestel vloog voor het eerst in 1924. Van de Š-12 is slechts één prototype gebouwd, die aan de Tsjechoslowaakse luchtmacht geleverd is.

## Specificaties
- Bemanning: 1, de piloot
- Lengte: 6,58 m
- Spanwijdte: 9,40 m
- Vleugeloppervlak: 15,55 m2
- Leeggewicht: 673 kg
- Volgewicht: 983 kg
- Motor: 1× Hispano-Suiza 8ba V8, 162 kW (220 pk)
- Maximumsnelheid: 220 km/h
- Kruissnelheid: 180 km/h
- Vliegbereik: 470 km
- Plafond: 6 000 m